# Église Saint-Martin de Pontenx-les-Forges
L’église Saint-Martin se situe dans le bourg de Pontenx-les-Forges, dans le département français des Landes. Elle est bâtie en garluche et sa construction remonte au milieu du XVe siècle.

## Présentation
L'église est dotée d’un clocher massif flanqué d’une tourelle. La présence d’un portail gothique témoigne de son origine ancienne. À l’intérieur, au-dessus de l’autel, se trouve une Vierge à l’enfant en bois doré du XVIIe siècle.
Le porche est la partie de l’édifice qui peut donner le plus d’indications sur son origine. Il est occupé par un grand escalier à une volée droite, menant à la tribune aménagée dans ce qui a dû être le porche originel. Il abrite en outre ce qui fut probablement le portail d’entrée orienté au sud, de style gothique tardif.
L'église, dédiée à saint Martin, comprenait à l'origine une seule nef. Elle a fait l’objet de remaniements importants avec l’adjonction au XIXe siècle de la nef latérale sud et plus tard, d’un avant porche. La restauration extérieure de cette église s’est faite de 1982 à 1985, et intérieure en 1996 et 1999.

## Galerie

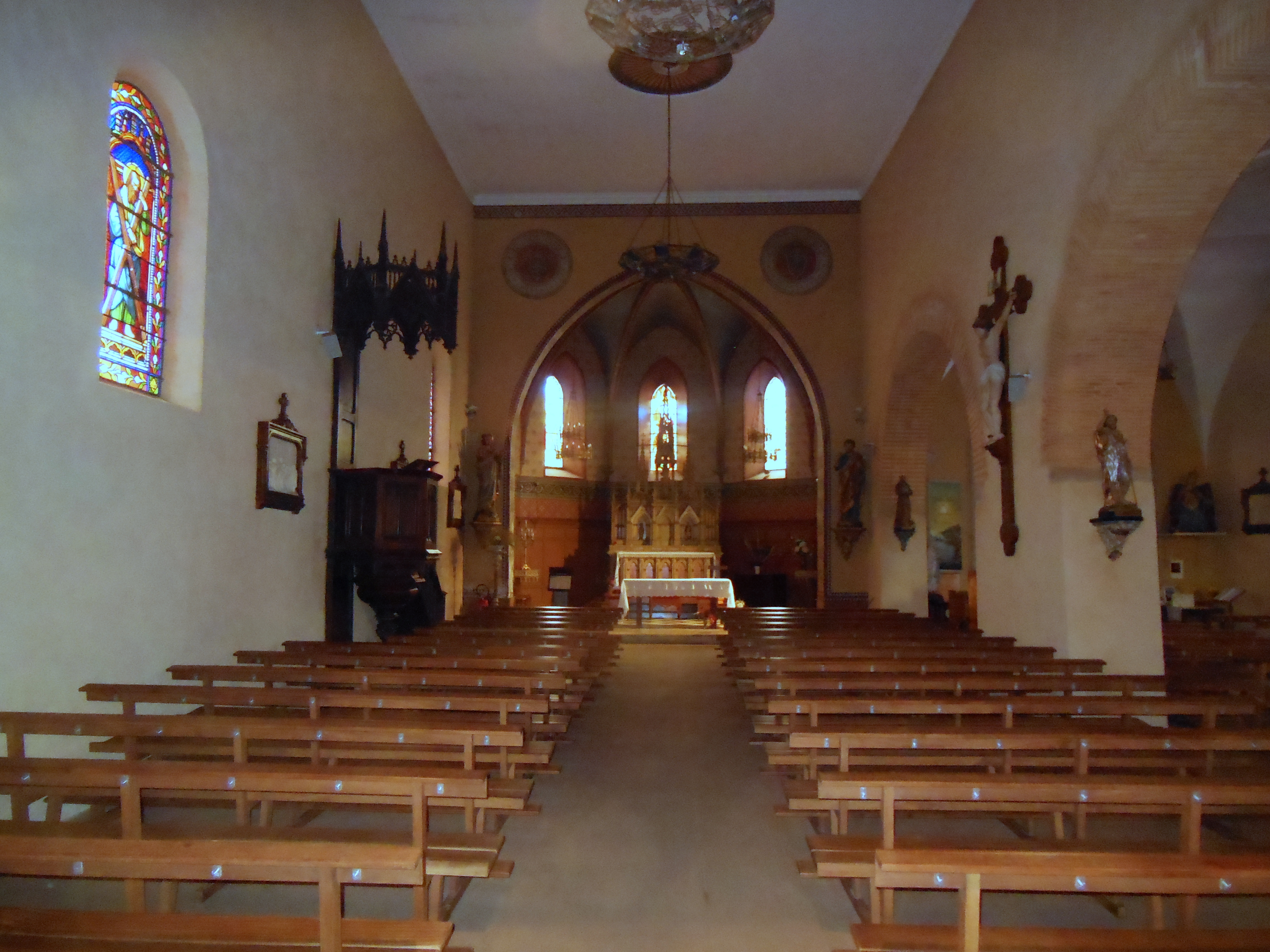
Nef latérale de l'église
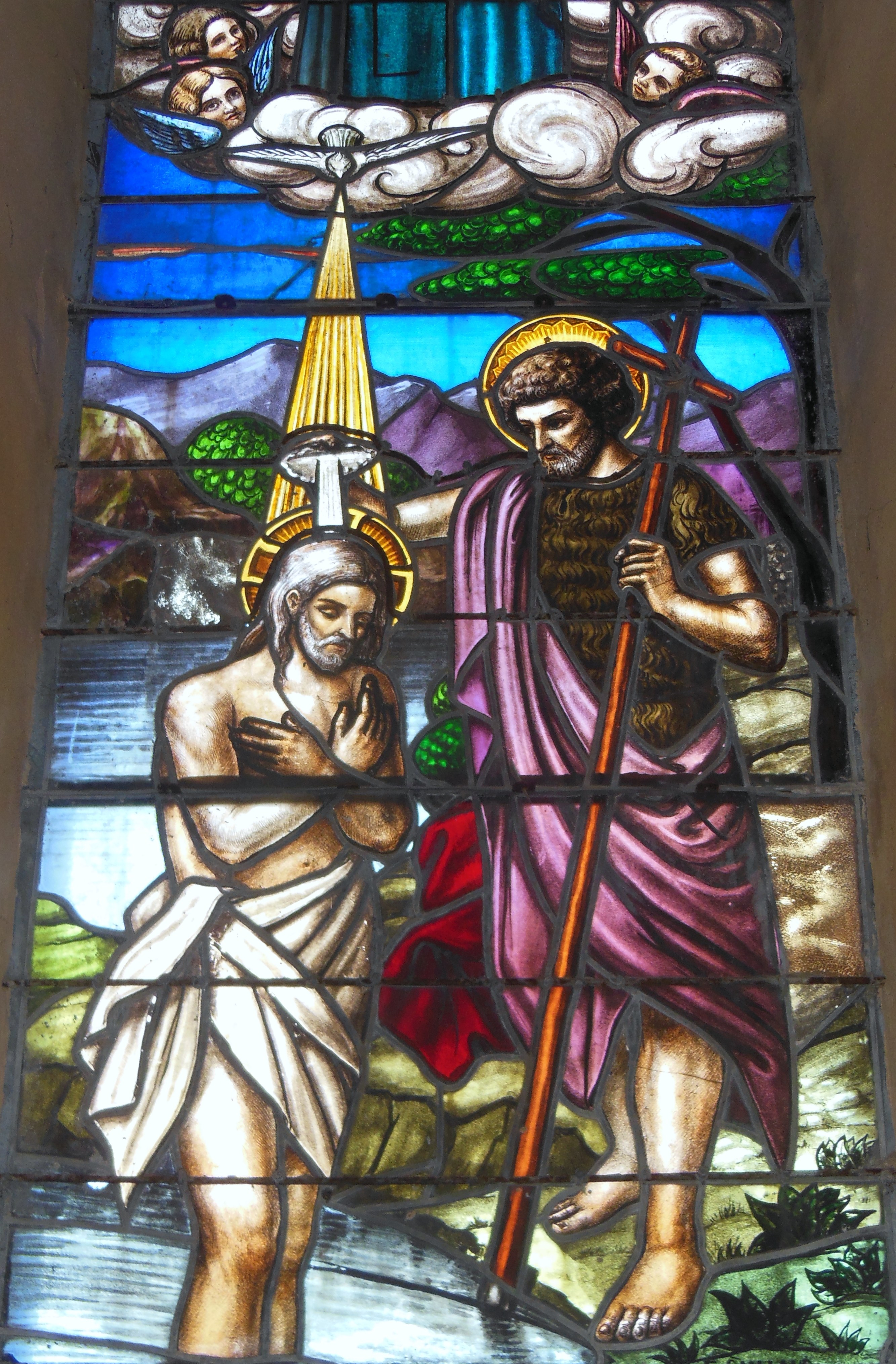
Vitrail du baptême du Christ par saint-Jean-Baptiste dans les eaux du Jourdain